# NGC 6300
NGC 6300 est une galaxie spirale barrée située dans la constellation de l'Autel. Sa vitesse par rapport au fond diffus cosmologique est de 1 145 ± 4 km/s, ce qui correspond à une distance de Hubble de 16,8 ± 1,2 Mpc (∼54,8 millions d'al). NGC 6300 a été découverte par l'astronome écossais James Dunlop en 1826.
La classe de luminosité de NGC 6300 est II et elle présente une large raie HI. C'est aussi une galaxie active de type Seyfert 2. NGC 6300 émet dans l'infrarouge. Sa luminosité dans l'infrarouge lointain (de 40 à 400 µm) est égale à 8,71 × 109 {\displaystyle L_{\odot }} (109,94{\displaystyle L_{\odot }}) et sa luminosité totale (de 8 à 1 000 µm) dans l'infrarouge (de 8 à 1 000 µm) est de 1,23 × 1010 {\displaystyle L_{\odot }} (1010,09{\displaystyle L_{\odot }}).
Au début des années 2000, on a découvert des masers d'eau dans sept galaxies à noyau actif (AGN) : NGC 2824, NGC 2979, NGC 5643, NGC 6300, NGC 6926, ESO 269-G012 et IRAS F19370-131.
À ce jour, 17 mesures non basées sur le décalage vers le rouge (redshift) donnent une distance de 12,264 ± 3,113 Mpc (∼40 millions d'al), ce qui est tout juste à l'extérieur des valeurs de la distance de Hubble.

## Morphologie
NGC 6300 a été utilisée par Gérard de Vaucouleurs comme une galaxie de type morphologique SB(rs)b pec dans son atlas des galaxies,. Dans la  bande K infrarouge, NGC 6300 présente une barre centrale de 44 secondes d'arc dont l'ellipticité maximale est de 0,64. L'angle de position de celle-ci est de 101°.
Eskridge, Frogel et Pogge ont publié un article en 2002 décrivant la morphologie de 205 galaxies spirales rapprochées. Les observations ont été réalisées dans la bande H de l'infrarouge et dans la bande B (le bleu). Selon Eskridge et ses collègues, NGC 6300 est une galaxie spirale de type SB(r)a: dont le bulbe galactique est légèrement incliné et de taille modeste. Une solide barre est attachée à l'axe principal du bulbe à un angle d'environ 45 degrés. La barre croise des bras serrés qui forment un anneau (anneau/bras) et elle présente des anses à ses extrémités. L'anneau/bras est inégal, mais il est clairement défini et il présente de nombreux nœuds visibles malgré sa visibilité amoindrie par les étoiles de notre galaxie.

## Trou noir supermassif
Selon une étude publiée en 2009 et basée sur la vitesse interne de la galaxie mesurée par le télescope spatial Hubble, la masse du trou noir supermassif au centre de NGC 6300 serait comprise entre 9,4 millions et 24 millions de {\displaystyle M_{\odot }}.
Selon les auteurs d'un article publié en 2012, la connaissance de la masse d'un trou noir central et du taux d'accrétion par celui-ci permet d'estimer le taux de formation d'étoiles dans la région centrale des galaxies de type Seyfert. Ce taux pour NGC 6300 serait à l'intérieur et à l'extérieur d'un rayon de 1 kpc respectivement de 0,21 {\displaystyle M_{\odot }}/an  et de 0,93 {\displaystyle M_{\odot }}/an.

## Galerie

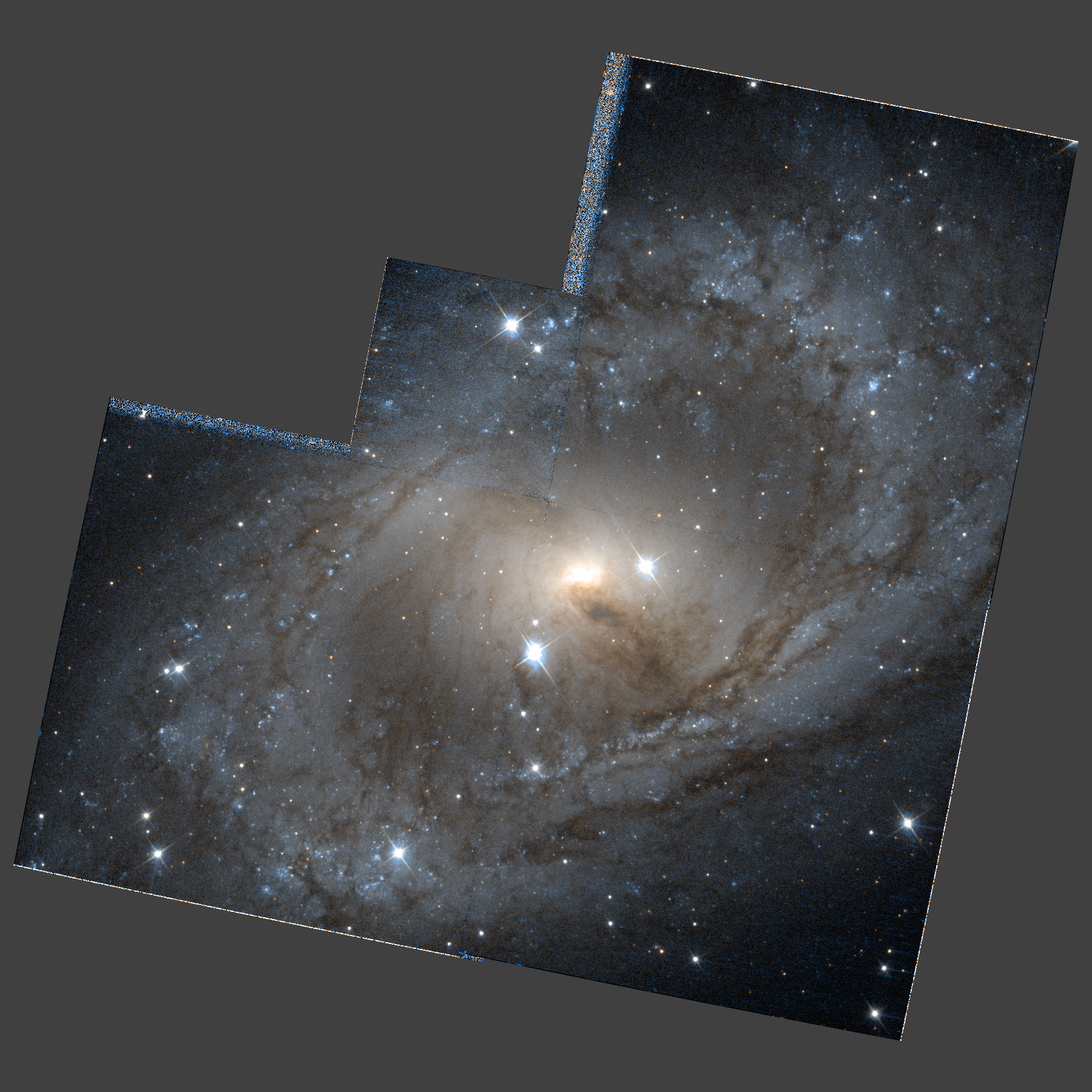
NGC 6300 par le télescope spatial Hubble.
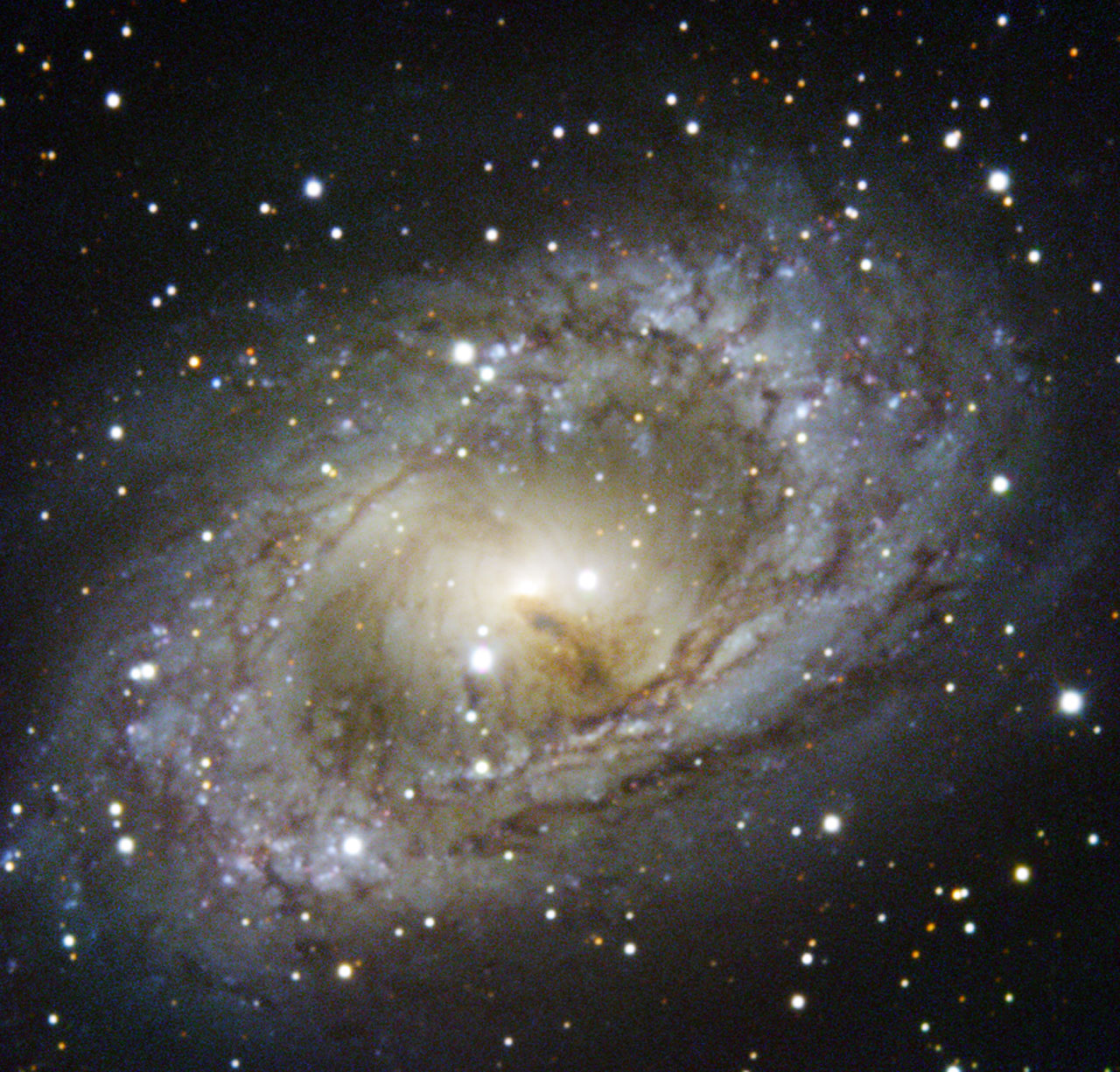
NGC 6300 par le NTT de l'Observatoire de La Silla (ESO).
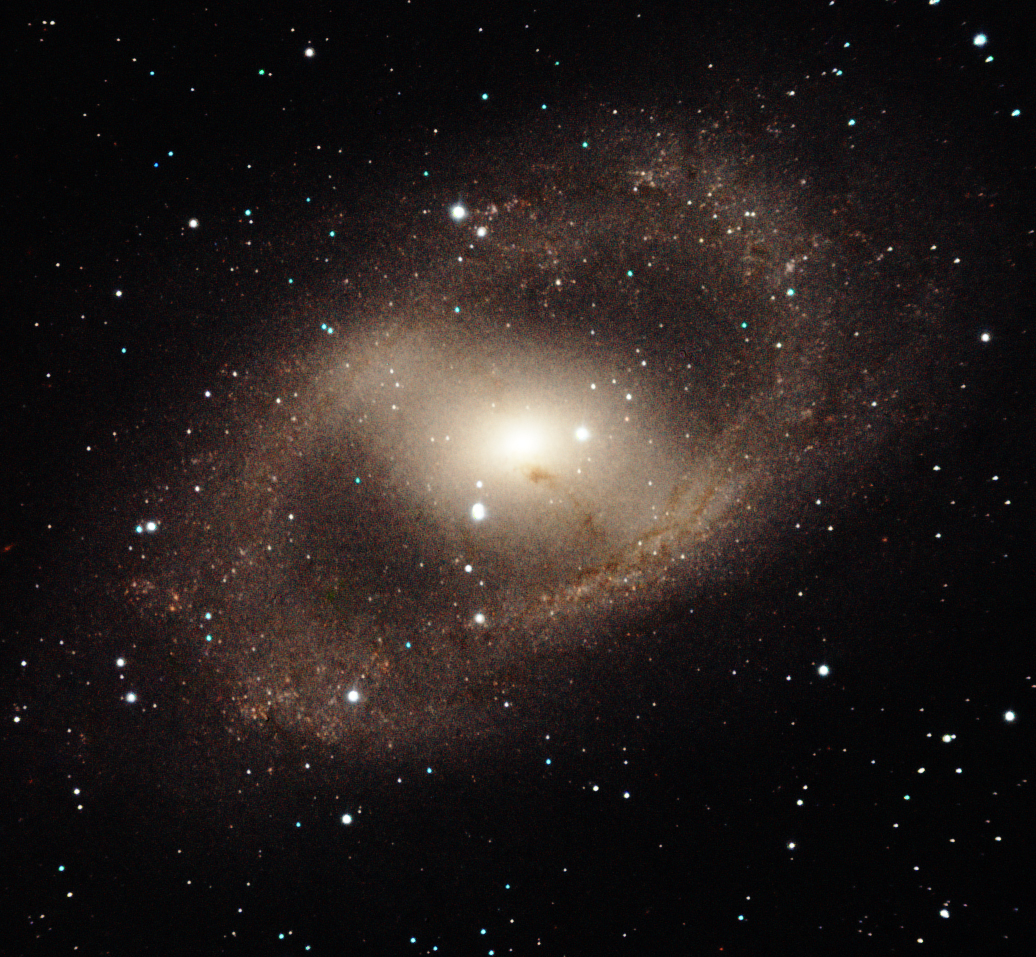
NGC 6300 imagée par l'observatoire Gemini.